# Rubens de Melo Braga
Rubens de Melo Braga (Curitiba, 3 de outubro de 1910 — Curitiba, 30 de maio de 1979) foi um político brasileiro que representou o estado do Paraná. Filho de José de Melo Braga e de Maria José Pinheiro Brandão Braga, ele realizou o curso primário no Grupo Xavier da Silva e o secundário no Colégio Progresso. Melo Braga teve duas filhas e era casado com Helena Wolf de Melo Braga.

## Carreira Política
Além de se dedicar ao comércio e à agricultura, Melo Braga trabalhou pela organização dos interesses dos trabalhadores. Em razão disso, criou, entre os anos de 1931 e 1935, em torno de 30 sindicatos de classe no Paraná. Participou do Congresso Sindical em 1932, como delegado do Paraná, e em janeiro de 1933 foi um dos organizadores do Partido Nacional do Trabalho, criado para concorrer às eleições para a Assembleia Nacional Constituinte. O partido, que pretendia ser uma organização corporativa que agregasse todos os proletários brasileiros preocupados com a reconstrução social, financeira e do Brasil, apoiou a Revolução de 1930. O partido não conseguiu, porém, eleger nenhum candidato mesmo tendo uma uma de suas seções mais atuantes, a do Paraná, dirigida por Melo Braga e Manuel Militão da Silva.
Melo Braga ajudou na criação de dois partidos de caráter regional em 1933: o Partido Reivindicador Proletário e a Concentração Trabalhista. Foi, também, um dos fundadores do Sindicato dos Leiteiros de Curitiba, o qual liderou uma intensa campanha de combate à lei que exigia a prévia pasteurização do leite. Essa obrigação - a que todos os comerciantes estavam submetidos - ocasionou uma greve geral da classe na época. Em razão disso, Melo Braga teve a sua prisão decretada. Em virtude de uma manifestação que mobilizou aproximadamente 400 leiteiros, ela foi descontinuada. Depois de obter ganho de causa na Assembleia Legislativa, defendeu aqueles que desejavam o livre comércio do leite.
O político utilizou os seus discursos para combater o crescimento do movimento integralista no Brasil durante o primeiro governo de Getúlio Vargas, assim como fez com a do nazi-fascismo europeu. Em janeiro de 1945, Melo Braga participou da organização da União dos Trabalhadores do Paraná, que se transformou na seção do Partido Trabalhista Brasileiro (PTB) no estado. Em dezembro de 1945, elegeu-se, na legenda do PTB, suplente de deputado pelo Paraná à Assembleia Nacional Constituinte. Assumiu o cargo de deputado federal constituinte pelo Paraná em fevereiro de 1946, com a desistência de Getúlio Vargas. Com a promulgação da nova Carta (18/9/1946), começou a exercer o mandato ordinário e participou da Comissão de Agricultura da Câmara.
Candidato da Aliança Pró-Getúlio Vargas (que reuniu os partidos PTB e o Partido Social Progressista, PSP), foi reeleito em outubro de 1950, legislatura que se estendeu de 1951 a 1955. Durante o governo de Bento Munhoz da Rocha, em 1953, ocupou a Secretaria de Agricultura e a Secretaria de Interior e Justiça do estado do Paraná. Em outubro próximo ano, ainda pelo PTB, candidatou-se à renovação do mandato, obtendo apenas uma suplência. Concorreu novamente em 1958, desta vez à Assembléia Legislativa paranaense, sendo eleito suplente de deputado estadual pelo PTB.
Nas eleições de outubro de 1962, concorreu ao Senado Federal, obtendo a suplência de Amauri de Oliveira e Silva. Em junho de 1963, assumiu provisoriamente a cadeira de senador. Em abril de 1964, com a deposição de João Goulart, os militares que assumiram o governo editaram o Ato Institucional nº 1 (AI-1), formalizando as transformações políticas e permitindo punições extralegais de adversários do novo regime. Amauri Silva foi incluído na primeira lista de cassações, em razão de ter acompanhado o presidente deposto na viagem de exílio para o Uruguai. A partir disso, Melo Braga assumiu efetivamente o cargo de senador, exercendo o mandato até janeiro de 1971.

Colaborou, ainda, ao Diário Popular, de Curitiba, órgão do PTB, e foi membro da Federação Regional dos Trabalhadores do Paraná.